# Perenye
Perenye (em alemão: Prennendorf/Brünnersdorf) é um município da Hungria, situado no condado de Vas. Tem 16,22 km² de área e sua população em 2015 foi estimada em 643 habitantes.